# Kritzmow
Kritzmow es un municipio situado en el distrito de Rostock, en el estado federado de Mecklemburgo-Pomerania Occidental (Alemania), a una altura de 50 metros. Su población a finales de 2016 era de 4000 habs. y su densidad poblacional, 260 hab/km².
Se encuentra a pocos kilómetros al sur del mar Báltico.